# Lula Rocha
Luiz Inácio Silva Rocha (1985 — Serra, 11 de fevereiro de 2021), popularmente conhecido como Lula Rocha, foi um militante político capixaba, ativista em causas pró-negritude e direitos humanos e ritmista da Unidos da Piedade, primeira escola de samba de Vitória.
Lula foi coordenador-geral do Centro de Apoio aos Direitos Humanos e do Círculo Palmarino, além de coordenar o Fórum da Juventude Negra do Espirito Santo e vários outros movimentos, iniciativas ou reuniões no Brasil e no exterior.

## História
Nascido em 1985 em uma família de ativistas políticos, foi nomeado Luiz Inácio Silva Rocha em homenagem ao líder sindical Luiz Inácio Lula da Silva, sendo, desde jovem, engajado na luta contra o preconceito em todas as formas.
Durante o Ensino Fundamental, foi membro do Grêmio estudantil e da União Cariaciquense dos Estudantes Secundaristas (UCES). No CEFET/ES (atual IFES campus Vitória), participou do movimento REBELE-SE e voluntariou-se no Conselho Estadual de Direitos Humanos.
Apesar de aprovado em ciências sociais na UFES, optou por formar-se em Direito na FAESA, participando de vários movimentos e iniciativas ao longo de sua trajetória acadêmica, como o Movimento Negro, o Fórum Nacional da Juventude Negra, a Rede Afirmação de Cursinhos Populares e auxílio a vítimas de violência policial.
Além disso, Lula também participou de encontros internacionais, como o de jovens comunistas na África do Sul, dos Direitos Humanos de refugiados e imigrantes em  Marrocos, na ONU e conferências latino-americanas.

## Morte
Lula Rocha foi internado no Hospital Dório Silva, na Serra, para a realização de uma hemodiálise, onde morreu devido a complicações renais em 11 de fevereiro de 2021.
Sua morte foi lamentada por políticos como o ex-presidente Luiz Inácio Lula da Silva, o governador Renato Casagrande, a vereadora de Vitória Karla Coser, a secretária dos Direitos Humanos Nara Borgo e o padre Kelder Brandão, que afirmou estar sendo sepultada "parte da história do Espírito Santo".
Seu corpo foi enterrado em Cariacica no dia seguinte. Em sua homenagem, foi lançado o livro digital Lula Rocha, Salve Salve – Políticas de Luta e Amizade em 24 de novembro do mesmo ano.